# 更埴文化会館
更埴文化会館（こうしょくぶんかかいかん）は、長野県千曲市杭瀬下にある多目的ホールである。千曲市立更埴図書館と同じ敷地内にある。

## 概要
平成2年（1990）7月14日、旧更埴市の「更埴市総合文化会館」として開館。旧更埴市は「あんずの里」として知られる森地区を含んでいることから、通称は「あんずホール」と名づけられた。同地はもともと文教施設用地として使われており、かつては黒木学園埴生高等学校（昭和53年（1978）廃校）の校地であり、埴生高等学校開校前は旧杭瀬下村立杭瀬下小学校の校地であった。
平成15年（2003）9月1日に、更埴市が更級郡上山田町・埴科郡戸倉町と合併し千曲市になったことにより、現在の名称に変更した。
施設の通称と同じ「あんずホール」とも呼ばれる大ホールは、プロセニアム形式の舞台になっており、ホール全体が円形状に曲線で統一され、2階席の左右はホールを包み込むように配置された特徴的な構造となっている。
設計は芦原義信（芦原建築設計研究所）、音響設計は永田音響設計。建築デザイン専門月刊誌新建築1991年1月号で東京芸術劇場（設計・音響設計が同じ）と共に「更埴市総合文化会館（あんずホール）」として掲載された。

## 施設・客席数
- 大ホール : 1階-632席、2階-130席
- 小ホール : 200席
- 軽運動室 : 9m×13m
- 大会議室 : 椅子70脚、机23台
- 小会議室 : 椅子30脚、机10台
- 和室 : 10畳×2間
- 学習室 : 椅子30脚　机10台
- 図書館 :

## 所在地
- 〒387-0011 長野県千曲市杭瀬下1-64

## 交通アクセス
- しなの鉄道しなの鉄道線屋代駅より徒歩15分。
- 長野自動車道更埴ICより約15分。